# Principat de Sèrbia
El Principat de Sèrbia (en serbi:: Kneževina Srbija, escrit en alfabet ciríl·lic: Кнежевина Србија) va ser un estat que va existir entre els anys 1815 i 1882. Va ser fundat després del Segon Aixecament Serbi el 1815 i va existir fins al 1882, quan va ser proclamat el regne de Sèrbia.

## La Revolució Sèrbia
La resistència sèrbia a la dominació otomana, que va ser durant molt de temps latent, va esclatar als principis del segle xix, amb l'esclat de les dues insurreccions, la Primera l'any 1804, i la Segona l'any 1815. L'Imperi Otomà ja estava en una crisi molt profunda, el que es reflectia en la posició extremadament difícil de la població cristiana dins de l'imperi.
L'aixecament serbi no va ser només una rebel·lió nacional, sinó també una revolució social, després de la qual Sèrbia va experimentar un progrés perquè va acceptar els valors de la societat burgesa. Com a resultat d'aquests aixecaments i les guerres contra l'Imperi Otomà, va sorgir el Principat de Sèrbia que va rebre autonomia amb la Convenció d'Akkerman de 1826 i va ser internacionalment reconegut l'any 1878.

## Governants
El Principat va ser governat per la dinastia Obrenović, excepte el període del príncep Aleksandar (Alexandre), de la dinastia Karađorđević. Els prínceps Milos i Mihailo Obrenović van regnar dues vegades cadascun.
- Miloš Obrenović (1815-1839), primer regnat.
- Milan Obrenović II (1839), va regnar 26 dies i va morir.
- Miquel Obrenović III (1839-1842), primer regnat.
- Alexandre Karađorđević (1842-1858)
- Miloš Obrenović (1858-1860), segon regnat.
- Miquel Obrenović III (1860-1868), segon regnat.
- Milan IV (1868-1882)

## Evolució territorial
Durant la seva existència, el principat de Sèrbia va creixent cap al Sud, annexionant-se territoris anteriorment sota domini otomà.

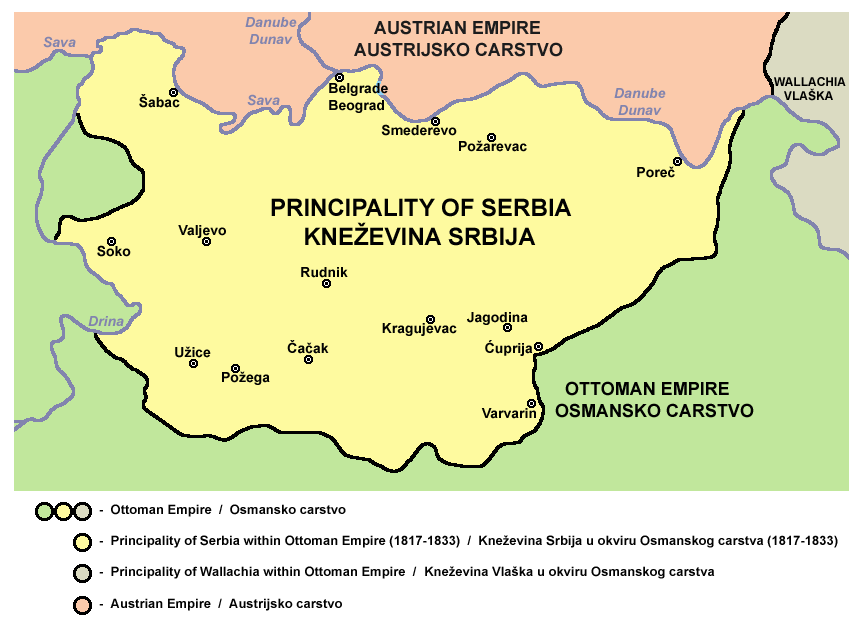
Principat de Sèrbia el 1817
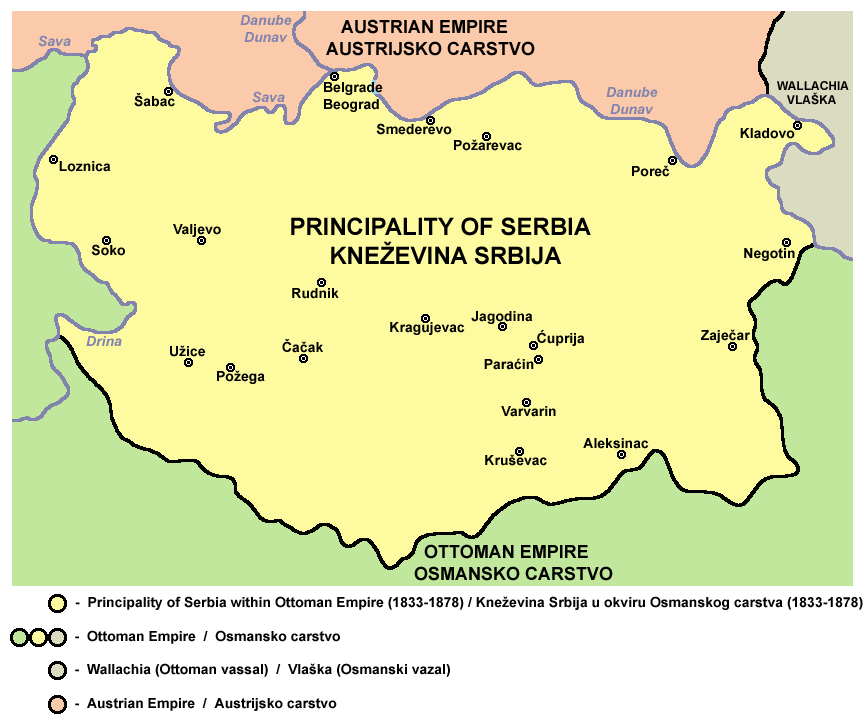
Principat de Sèrbia el 1833
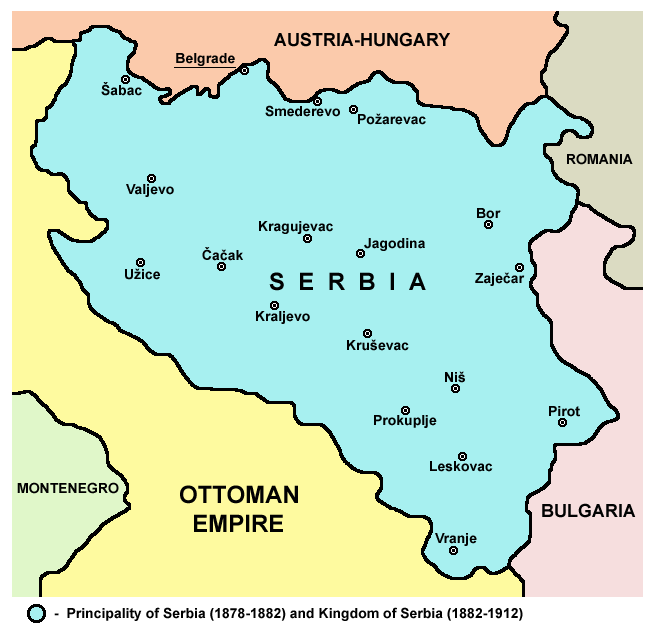
El Principat i després Regne de Sèrbia entre 1878 i 1912
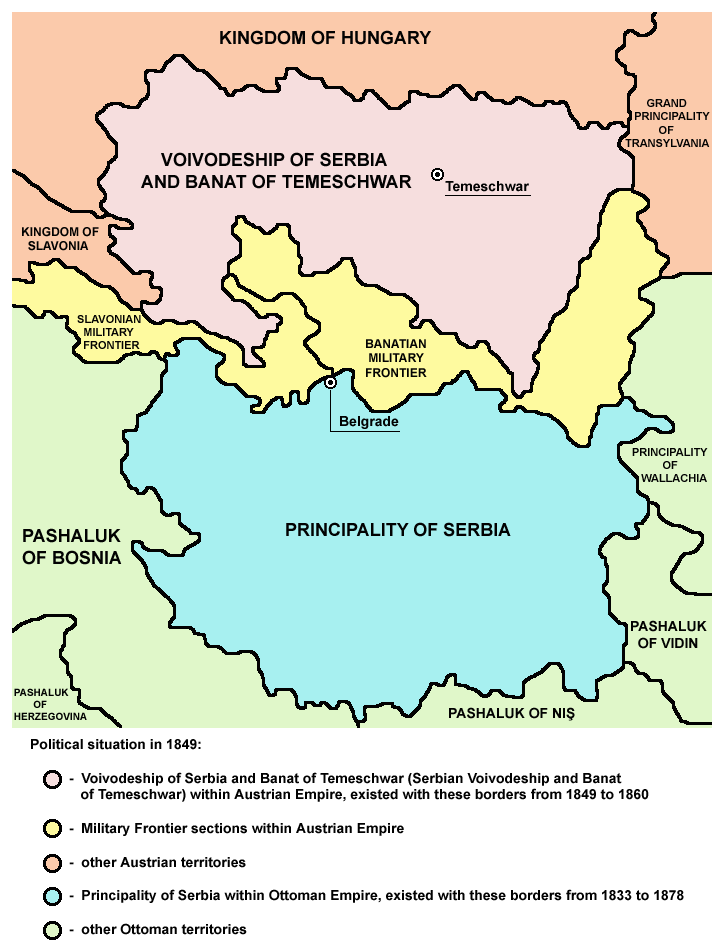
El Principat de Sèrbia dins l'Imperi Otomà, i el Voivodat de Sèrbia i Banat de Temeschwar dins de l'Imperi Austríac